# 巴赫曼
巴赫曼是伊朗的城市，位於該國南部札格羅斯山脈東南部，由法爾斯省負責管轄，距離首府設拉子170公里，海拔高度2,144米，2006年人口6,484。